# ブルガリアの歴史
ブルガリアの歴史を以下に記述する。

## 古代

### トラキア人
いまのブルガリアにあたる地域には古代にはトラキア人が居住していた。紀元前4世紀にはアレクサンドロス3世（大王）に征服され、ギリシア化した。

### ケルト人
紀元前279年にガリア人のバルカン侵攻がトラキアとギリシャで起こり、紀元前3世紀にはComontoriosに率いられたケルト人の国家が築かれたとポリュビオスが『歴史』に記している。

### ローマ帝国期
さらに、紀元前1世紀にはローマの属州となった。

## 中世のブルガリア

### 第一次ブルガリア帝国
ローマの衰退に伴いゲルマン民族のゴート人がこの地域に侵入。続いて遊牧民族のアヴァール人が侵入してきた。そして6世紀までにはスラヴ人（南スラヴ人）が居住。これをテュルク系もしくはイラン系とされるブルガール人が征服して681年にブルガリア帝国を建国した。ブルガール人は先住民族のスラヴ人と同化してブルガリア人を形成し、南方の東ローマ帝国からビザンティン文化を受容し、9世紀の終わりにはボリス1世のもとでギリシア正教に改宗した。これによって異教の弾圧が進んだため、保守的なブルガール人貴族の反乱が起こったが、これらは鎮圧された。しかし、これによってブルガリアにおけるギリシア正教の信仰が定まったわけではなく、ボリスの引退後に王位を継承した長男のヴラディミルは、東フランク王国に接近しつつ異教信仰の復活を図った。このため、父ボリスによって廃位され、3男シメオンが王位に就くことになった。このシメオン1世（位893年-927年）のもとで最盛期を迎え、マジャール人を西方に追いやりつつ、一時は東ローマ帝国を軍事的に圧倒し、コンスタンティノープルへの入城も果たした。次王ペタル1世（位927年-970年）は、東ローマ皇帝と婚姻を通じて姻戚関係を結び、正式に「ブルガリア人の皇帝」の称号を得た。しかし、親東ローマ政策を巡り国内での政治的分裂が進む中で、再び東ローマ帝国が攻勢を強めていった。10世紀後半には東ローマ帝国の攻撃でプレスラフが占領され、ブルガリア皇帝ボリス2世らが捕虜とされた。この際に国土の東部が失われ、1018年には、東ローマ皇帝バシレイオス2世によって残りの西ブルガリア帝国領土も征服された。

### 東ローマ帝国の統治
東ローマ帝国の統治下に入ると、テマ制（セマ制）がブルガリアにも適用された。このころより農村にまで貨幣経済が浸透し、東ローマ帝国による徴税が強化されたことで、反東ローマ反乱があいついで起こった。こうした中で、東ローマ帝国側が11世紀後半以降、セルジューク朝や十字軍の攻撃によって弱体化し、プロノイア制の普及など分権化が進んだ。こうして、ブルガリア地域を統制することが困難になっていった。

### 第二次ブルガリア帝国
1185年にトドル（のちのペタル4世）とアセン（のちのアセン1世）という二人の兄弟が、アセンとペタルの蜂起を起こし、ヴェリコ・タルノヴォで独立を宣言。1187年のロヴェチ包囲戦ではクマン人の協力を得て要塞に立て籠り、東ローマ帝国と和約を結ぶことに成功。1190年のトリャヴナの戦いでは東ローマ軍を撃退した。都をタルノヴォ（現ヴェリコ・タルノヴォ）に定め、ブルガリア人のほか周辺民族も統治下に置いた。13世紀初頭には、東ローマ帝国が第4回十字軍によってコンスタンティノープルを占領されるなど分裂状態にあったため、再びバルカン半島に版図を拡大した。イヴァン・アセン2世（位1218-41）のもとで最盛期を迎え、周辺諸国とは婚姻政策を通じて良好な関係を維持し、ブルガリア独自の通貨を発行するなど経済振興も図った。1232年にはブルガリア正教会をカトリック教会から独立させた。しかし1241年のイヴァン・アセン2世死去後のカリマン1世治世で、モンゴルのヨーロッパ侵攻（モンゴルのポーランド侵攻）でモンゴルと同盟関係を結んだ東ローマ勢力が徐々に復活してきた上、1245年にヤロスラヴの戦いで、ヨーロッパ防衛の橋頭堡だったハールィチ・ヴォルィーニ大公国がジョチ・ウルスの属国になると、ローマ教皇インノケンティウス4世は、ブルガリアを新たなヨーロッパ防衛の橋頭堡とすべく、アセン2世の時代に失効したブルガリアとの教会合同をカリマン1世に申し出た。1246年に帝国内で王位を巡ってカリマン1世がエピロス専制侯国出身の義母イレネに暗殺され、幼帝ミハイル2世・アセンが即位した。王室が求心力を失った機会を近隣諸国は逃さず、ブルガリアに侵攻して領土の多くを奪い、ブルガリアは周辺諸国との同盟を失った。1256年にミハイル2世・アセンも暗殺された。
1277年にイヴァイロが反乱を起こして皇帝に即位した。しかし、クマン人の流れを汲む地方の封建貴族であったテルテル家のゲオルギ1世テルテルがクーデターを起こして皇帝に即位したものの、他の封建貴族も半独立状態で乱立していた。ゲオルギ1世テルテルは、対外政策ではジョチ・ウルスに臣従を誓い、国内ではなおも止まない政争で分裂状態へと陥った。1299年のジョチ・ウルスの内乱時には、亡命してきたモンゴル人のチャカが皇帝に即位した。シシュマン家の時代にはセルビア王国との抗争で国力を疲弊させていった。
14世紀の半ばにアナトリア半島の新興国家オスマン帝国がバルカン半島に進出。1371年のマリツァの戦いでセルビア帝国連合軍は壊滅した。セルビア公ラザル・フレベリャノヴィチがキリスト教徒同盟の結成を呼びかけると、イヴァン・シシュマンはボスニア王ステファン・トヴルトコと共に同盟に参加した。その後、幾つかの戦場で勝利したものの、ブルガリアはオスマン帝国の標的とされ、1388年にイヴァン・シシュマンは再びムラト1世に臣従を誓った。1396年、ニコポリスの戦いのあと、ブルガリアは遂にオスマン帝国に併合された。

## 近代のブルガリア

### 民族運動の高揚と自治公国化
19世紀に民族主義の気運が高まり、1853年のクリミア戦争ではロシア軍の諜報員や軍事顧問が数多く派遣されて情報組織が作られた。しかし、バルカン半島の戦線が早々に膠着した上に主要大国が敵対あるいは中立する形となったためロシア軍の支援が得られず組織も目立った成果を挙げることなくオスマン帝国の弾圧にあって崩壊。パリ講和会議では当初の目的だったスラヴ人保護は棚上げにされ、さらにブルガリアは深刻な経済危機に見舞われることになった。1876年には4月蜂起と呼ばれる武装蜂起が起こったが、オスマン帝国はこれを鎮圧し、約3万人のブルガリア人が殺害された。この事件をきっかけに南下政策をとるロシアが「バルカン解放」を唱えてブルガリアに出兵（汎スラヴ主義）し、1877年に露土戦争が勃発する。この戦争の後、サン・ステファノ条約に基づきブルガリアは自治権を獲得し、ブルガリア公国として事実上独立した。しかし、ブルガリアがロシアの影響下に置かれることを危惧した列国はベルリン会議によってブルガリアの領土を変更した。この結果、バルカン山脈を境に北部がブルガリア自治公国、南部が東ルメリ自治州、西部のマケドニア地方はオスマン帝国領に復するとされ、ブルガリア公国は分割された。しかし、1885年にはオスマン帝国領として残っていた東ルメリ自治州を併合して領土を拡大することに成功した。自治公国として独立した当時、マケドニア地方のオスマン帝国からの自治を求めて内部マケドニア革命組織（内部マケドニア・アドリアノープル革命組織）が結成され、後に1903年イリンデン蜂起を引き起こすなど、活発に反オスマン帝国活動を行った。

### 完全独立～バルカン戦争
1908年に青年トルコ人革命がオスマン帝国で勃発すると、オーストリア・ハンガリー帝国の助力でブルガリアは独立を宣言し、大公フェルディナンド1世はツァーリ（皇帝）を称する。翌年1909年4月19日にオスマン帝国が、既にブルガリアの独立を承認しているロシアとの戦争の賠償の肩代わりにするという条件でブルガリア政府と議定書を交わし、ブルガリア王国として独立。ロシアに続き、列国もこれを承認する。その後セルビア、モンテネグロ、ギリシアとともに第一次バルカン戦争を戦い勝利する。この結果ブルガリアは領土拡大に成功するがマケドニアの領有を巡りセルビア、ギリシャと対立。1913年第二次バルカン戦争を起こす。この戦争でブルガリアは敗北。マケドニアはセルビアに奪われ、ドブロジャ地方をルーマニアに奪われ、更に東トラキアはオスマン帝国に奪われる。

### 第一次世界大戦～戦間期
第一次世界大戦には中央同盟国側で参戦し敗北。ヌイイ条約では南ドブロジャ（ドブルジャ）をルーマニアへ、エーゲ海沿岸に位置する西トラキア地方をギリシアへ、西部国境に近い地域をユーゴスラヴィアに割譲した。大戦末期、一部の軍人が国王に反発して「ラドミル共和国」が建てられたが鎮圧された。しかし国王のフェルディナントが退位して、その息子であるボリス3世が国王に即位した。
大戦後の議会選挙では農民同盟と共産党が勢力を伸ばし、農民同盟のアレクサンドル・スタンボリスキが首相となった。スタンボリスキは農地改革などを推進したが、1923年の軍事クーデタ(en)により失脚、殺害された。このクーデタにより成立したツァンコフ政権を国王ボリス3世は容認、その後は農民同盟と共産党に対する弾圧が行われた。
1925年10月22日、ギリシャ第二共和政のパンガロス将軍が国境を超えて侵攻してきたが、国際連盟の仲介により撤退した。

## 第二次世界大戦から冷戦、民主化
第二次世界大戦では枢軸国側につくこととなった。1941年3月1日、ブルガリアが三国同盟に加盟した当日から、ナチス・ドイツによるブルガリアへの進駐が始まった。同年4月6日、ドイツがギリシアとユーゴスラビアに攻撃を開始。ブルガリアに駐留していたドイツ軍部隊22個師団も半々づつギリシアとユーゴスラビアに進軍した。ユーゴスラビアとギリシアが枢軸側に降伏すると、ユーゴスラビア南東部とギリシア東部はブルガリアが占領統治を行った。ブルガリアはソ連に対し宣戦布告を行っていなかったが、1944年9月5日にはソ連軍がブルガリアに宣戦布告し、領内への進入を開始した。9月9日にはクーデターにより、政権交代が行われ、対ドイツ戦を開始することとなった。
1946年9月8日、祖国統一政府により国民投票が実施され王政が廃止された。ブルガリア共産党による一党独裁制の社会主義国・ブルガリア人民共和国となり、初代首相にはコミンテルン書記長などを歴任し、モスクワから帰還したゲオルギ・ディミトロフが就任した。ロシアによってオスマン帝国から解放されたこともあり、冷戦の時は親ソ連の体制をとりソ連16番目の共和国と呼ばれる。
ゴルバチョフが登場しペレストロイカが展開され、社会主義陣営に動揺が生じ、1989年にベルリンの壁崩壊に象徴される東欧民主化の運動はブルガリアにも波及した。1989年11月10日には、他の党幹部達からの要求に屈する形でトドル・ジフコフ共産党書記長は辞任。これを受けて非共産主義勢力の活動が活発となり市民団体が組織された。そして11月18日には環境保護と情報公開を求める市民団体が首都ソフィアのアレクサンデル・ネフスキー広場で集会を開催。5万人を越す民衆で広場は埋め尽くされた。集会では35年間にわたるジフコフ政権への不満と批判が噴出、さらに共産党一党独裁の放棄、複数政党制の導入、言論出版の自由、集会の自由、自由選挙の実施が叫ばれ、参加者も拍手でそれに呼応した。翌月には反体制同盟「民主勢力同盟」が発足し、共産党独裁体制は崩壊した。1990年には国名を「ブルガリア人民共和国」から「ブルガリア共和国」に改称、共産党はブルガリア社会党に改名した。1992年には、民主勢力同盟のジェリュ・ジェレフ大統領が再任された。
2004年3月29日に北大西洋条約機構（NATO）に、2007年1月1日にヨーロッパ連合（EU）に加盟した。2024年3月31日に空路と海路のシェンゲン圏に加盟し、更に2025年1月1日に陸路もシェンゲン圏に入った。2026年1月1日にユーロを導入する予定である。